# Escarpa (fortificació)

Planta i perfil d'una típica fortificació moderna amb glacis (7), camí cobert (8), contraescarpa (9), fossat (10) i escarpa (12).

L'escarpa és la part interior del fossat d'una obra defensiva o del parapet, i està constituïda pel declivi del terreny on està obert el fossat, o per l'obra de fàbrica que conté l'empenta de les terres (la contraescarpa en correspon a la part exterior). En les antigues fortificacions, l'escarpa era la part de la muralla des del peu fins al cordó, hi hagués o no fossat.
Amb l'ús de la pólvora i l'ús de l'artilleria, que exigien amples terraplens, i per tant, grans farcits de terres que havien de ser sostinguts amb murs d'escarpa, es va anar donant a aquests un lleuger talús, no sols perquè, així, en resultava més econòmica la construcció, sinó perquè també s'establien les bateries en el terreny natural i els projectils xocaven obliquament contra el parament del mur, ja que creien que les bales seguien una trajectòria recta.
Al segle xv, aquesta idea va arribar a l'extrem d'afegir murs als antics murs verticals, i en certes cròniques es diuen escarpes a aquests prismes triangulars adossats a les antigues fortificacions.
Al segle xvi, a l'escarpa, se la coneixia amb el nom de camisa, i s'anomenava tambor el talús que presentava.
A mesura que l'artilleria va anar aconseguint precisió, l'escarpa es va anar revestint, de manera que la seva caiguda no n'arrossegués la del parapet. Sébastien Le Prestre de Vauban i els enginyers francesos que el van succeir empraven un mur de 8 a 10 m d'alt amb estreps i reforços interiors perquè, tot i caigut el mur, hi quedessin aquests i continguessin les terres. Com el procediment era molt car i, a més, no era difícil obrir-hi una bretxa, es va acudir a les escarpes aplicades amb voltes en descàrrega. Consistia a fer voltes entre els estreps que de tros en tros i al llarg de l'escarpa es construïssin. Les granades-torpede van fer perdre importància a aquest revestiment, en construir-se un mur de formigó que tanqués la volta.
Els grans angles de caiguda que van poder aconseguir amb el tir indirecte va obligar a protegir els murs d'escarpa no sols de la vista, sinó també del foc d'artilleria, i s'hagueren de desenfilar les maçoneries d'escarpa en la major part dels casos en què els projectils l'angle de caiguda oferien una inclinació de 2/5.
Com, d'aquesta manera, els murs d'escarpa resultaven molt baixos i no oferien grans dificultats a l'escalada, es va pensar a separar per complet l'escarpa de les terres del parapet, i n'obtingueren el que s'anomena escarpa destacada. En aquest cas, es feia baixar el talús exterior del parapet fins al fons de la fossa o fins a 1 o 2 m per sobre. Al seu peu, s'aixecava el mur d'escarpa de 5 a 7 m d'alt, amb un gruix de 2 a 4. A l'escarpa destacada, solien obrir-se espitlleres per a la defensa del fossat i practicar nínxols volta al carnot perquè servissin de resguard a les tropes encarregades d'aquesta defensa.
Aquesta disposició que constituïa un seriós obstacle a l'escalada, era fàcil de destruir mitjançant explosius.
A l'edat moderna, es van emprar escarpes baixes desenfilades de tota mena de focs.
A la fortificació de campanya, quan les obres per la seva relativa importància estaven proveïdes de vall, hi havia també el talús d'escarpa, que no tenia revestiment, perquè, en estar molt exposat al foc, aviat quedaria destruït, i encara que, a major rigidesa resultaria més difícil l'escalada, no era possible donar-hi una inclinació de més de 45°.